# 义门镇 (涡阳县)
义门镇，是中华人民共和国安徽省亳州市涡阳县下辖的一个乡镇级行政单位。

## 行政区划
义门镇下辖以下地区：
小辛社区、四桥社区、真源社区、民族社区、赵屯社区、刘老村、周营村、刘营村、陶赵村、菜元村、药材村、杨楼村、程楼村、东姬村、王小寨村、武举村、四里张村、滕刘村、袁楼村、李元村和李集村。